# Niderhoff
Niderhoff là một xã trong vùng Grand Est, thuộc tỉnh Moselle, quận Sarrebourg, tổng Lorquin. Tọa độ địa lý của xã là 48° 38' vĩ độ bắc, 07° 00' kinh độ đông. Niderhoff nằm trên độ cao trung bình là 280 mét trên mực nước biển, có điểm thấp nhất là 272 mét và điểm cao nhất là 376 mét. Xã có diện tích 5,3 km², dân số vào thời điểm 2005 là 284 người; mật độ dân số là 53,6 người/km². Niderhoff nằm khoảng 11 km về phía nam của Sarrebourg, thuộc Pháp từ năm 1661.

## Thông tin nhân khẩu
| 1962 | 1968 | 1975 | 1982 | 1990 | 1999 |
| ---- | ---- | ---- | ---- | ---- | ---- |
| 291  | 301  | 299  | 274  | 297  | 289  |